# М’Бенге, Шейк
Шейк М’Бенге́ (фр. Cheikh M'Bengue; родился 23 июля 1988, Тулуза, Франция) — франко-сенегальский футболист, левый защитник клуба Китайской Суперлиги «Шэньчжэнь» и сборной Сенегала.

## Клубная карьера
М’Бенге является воспитанником академии «Тулузы», куда он попал в восемь лет. Пройдя все её уровни и возрастные категории, в 2007 году Шейка заявили в основную команду, а через год он подписал с клубом свой первый профессиональный контракт, рассчитанный на 3,5 года.
Летом 2013 года М’Бенге отказался продлить свой контракт с «Тулузой», который истекал в 2014 году. К игроку проявляли интерес многие европейские клубы. 30 августа 2013 года он подписал трёхлетний контракт с клубом «Ренн».
20 июля 2016 года защитник в качестве свободного агента подписал трёхлетний контракт с «Сент-Этьеном».

## Международная карьера
С 2008 года М’Бенге начал выступать за молодёжную сборную Франции, за которую сыграл 12 матчей. Позже он принял решение выступать за сборную Сенегала. В 2011 году М’Бенге дебютировал в составе сборной Сенегала. В составе сборной Шейк участвовал в Кубке африканских наций 2012, 2015 и 2017 годов.